# Vampire Weekend
Vampire Weekend es una banda de indie rock estadounidense originaria de Nueva York y fundada en febrero de 2006, que se hizo conocida por medio de varios blogs de Internet. La banda está compuesta por el vocalista y guitarrista Ezra Koenig, el baterista y percusionista Chris Tomson y el bajista y vocalista Chris Baio.
El primer álbum de la banda fue Vampire Weekend (2008), el cual incluyó los sencillos "Mansard Roof", "A-Punk", "Oxford Comma", "Cape Cod Kwassa Kwassa" y "The Kids Don´t Stand A Chance" y que fue aclamado por la crítica por sus influencias de música world.
Su segundo álbum Contra (2010), también fue aclamado y obtuvo un fuerte éxito comercial además de recibir una nominación al Grammy para mejor álbum de música alternativa. Su tercer álbum de estudio, Modern Vampires of the City, (2013) hizo ganar al grupo el premio Grammy por mejor álbum de música alternativa de 2014.

## Historia

### Formación y ascenso a la fama (2006-2008)
Sus miembros se conocieron en la Universidad de Columbia, comenzando con un grupo de rap formado entre Koenig y Tomson llamado "L'Homme Run". Los integrantes de la banda se unieron gracias al amor que tenían por el rock alternativo, el punk rock y la música africana. Koenig que en ese tiempo colaboraba con la banda Dirty Projectors durante un periodo de experimentación con la música africana se inspiró para incorporar la música world en sus trabajos más tempranos con la banda. Los integrantes de la banda tomaron el nombre de un proyecto de cortometrajes en los que trabajo Koenig durante el verano de 2005.
La banda comenzó a tocar en la Universidad de Columbia, comenzando en la batalla de las bandas en Lerner Hall en 2006. Después de graduarse de la universidad, comenzó la producción del álbum debut de la banda, mientras que al mismo tiempo los miembros de la banda comenzaron a trabajar; Koenig como profesor de inglés de secundaria, Tomson como archivista musical, Baio como profesor de matemáticas para Teach for America y Rostam como productor musical. En 2007, la canción de Vampire Weekend "Cape Cod Kwassa Kwassa" se clasificó como la canción número 67.º en la lista de Las 100 mejores canciones del año de Rolling Stone.
En noviembre de 2007 hicieron una gira por el Reino Unido como teloneros de The Shins. La influencia de los blogs en internet en aquella época despempeño un papel en su éxito antes de que se lanzara su álbum debut.
Vampire Weekend fue declarada por la revista Spin como "Mejor Banda del Año", en la edición de marzo, y fue la primera banda que aparecería en la portada de la revista antes de lanzar su álbum debut. Cuatro canciones del primer álbum de la banda aparecieron en la Triple J Hottest 100 de 2008. 
Los primeros sencillos de la banda antes de su álbum debut tuvieron un fuerte éxito, sin embargo, los críticos reaccionaron en contra de la banda por considerarlos graduados de la Liga Ivy de clase privilegiada. Algunos otros críticos fueron tan lejos llegando a considerar a Vampire Weekend como "La Banda Blanca del Mundo", sin tomar en cuenta el origen ucraniano, persa, italiano y húngaro de cada uno de los integrantes. Koenig respondió a una entrevista hecha a la banda en noviembre de 2009 diciendo: "Nadie en nuestra banda es un blanco anglosajón protestante". Koenig también explicó que la reacción negativa acerca de su origen social es en gran parte infundada, además dijo que los miembros de la banda entraron con una beca a Columbia, además de que el solicitó uno de los llamados préstamos estudiantiles y que el todavía seguía pagando ese préstamo.

### Vampire Weekend (2007- 2009)
El primer disco de la banda, Vampire Weekend, fue lanzado el 29 de enero de 2008. Fue un éxito en los Estados Unidos y el Reino Unido, alcanzó el número 15 en la UK Albums Charts, y el número 17 en el Billboard 200. La banda lanzó cuatro sencillos para este álbum; "A-Punk", "Oxford Comma", "Mandsard Roff" y "Cape Cod Kwassa Kwassa". "A-Punk" alcanzó el número 25 en el Billboard Modern Rock y el número 55 en la UK Singles Charts, y "Oxford Comma" alcanzó en número 38 en las listas del Reino Unido.
Además el sencillo "A-Punk" fue clasificado como la cuarta mejor canción de 2008 por la Rolling Stone. El sencillo también se utilizó en la banda sonora de Step Brothers, Guitar Hero 5, Just Dance 2 y Lego Rock Band.

### Contra(2010-2011)
El segundo álbum de la banda, Contra,  fue puesto a la venta el 11 de enero de 2010 en el Reino Unido y al día siguiente en Estados Unidos, Australia y México. 
El primer sencillo del álbum, "Horchata", fue lanzado el 5 de octubre de 2009, y "Cousins", el segundo sencillo del álbum, se lanzó el 17 de noviembre de 2009. Ambos sencillos de la banda estuvieron disponibles en CD y LP vendidos en las tiendas de registros independientes en los Estados Unidos. Contra se convirtió en el primer álbum de la banda en debutar número 1 en el Billboard 200.
El 9 de enero de 2010, la banda hizo un show acústico para MTV Unplugged y al mes siguiente, la banda haría una gira por Europa, Estados Unidos y Canadá que contaría con el dúo canadiense Fan Death como teloneros. Su tercer sencillo, "Giving Up the Gun", fue lanzado el 18 de febrero de 2010 y contó con la participación de Joe Jonas, Jake Gyllenhaal, RZA y Lil Jon. 
La banda participó en los festivales de Coachella, Bonaroo, Glastonbury, Austin City Limits Music Festival entre otros más. Su tercer sencillo, Holiday, fue lanzado el 7 de junio de 2010 y fue utilizado en la banda sonora de la película Los Pitufos. 
Contra fue nominado a un Grammy por mejor álbum de música alternativa, pero perdió ante The Black Keys con su álbum Brothers.

### Modern Vampires of the City(2011-2014)
En mayo de 2013 lanzó su tercer trabajo discográfico titulado Modern Vampires of the City editado nuevamente por XL Recordings. De él se desprende el sencillo "Diane Young".

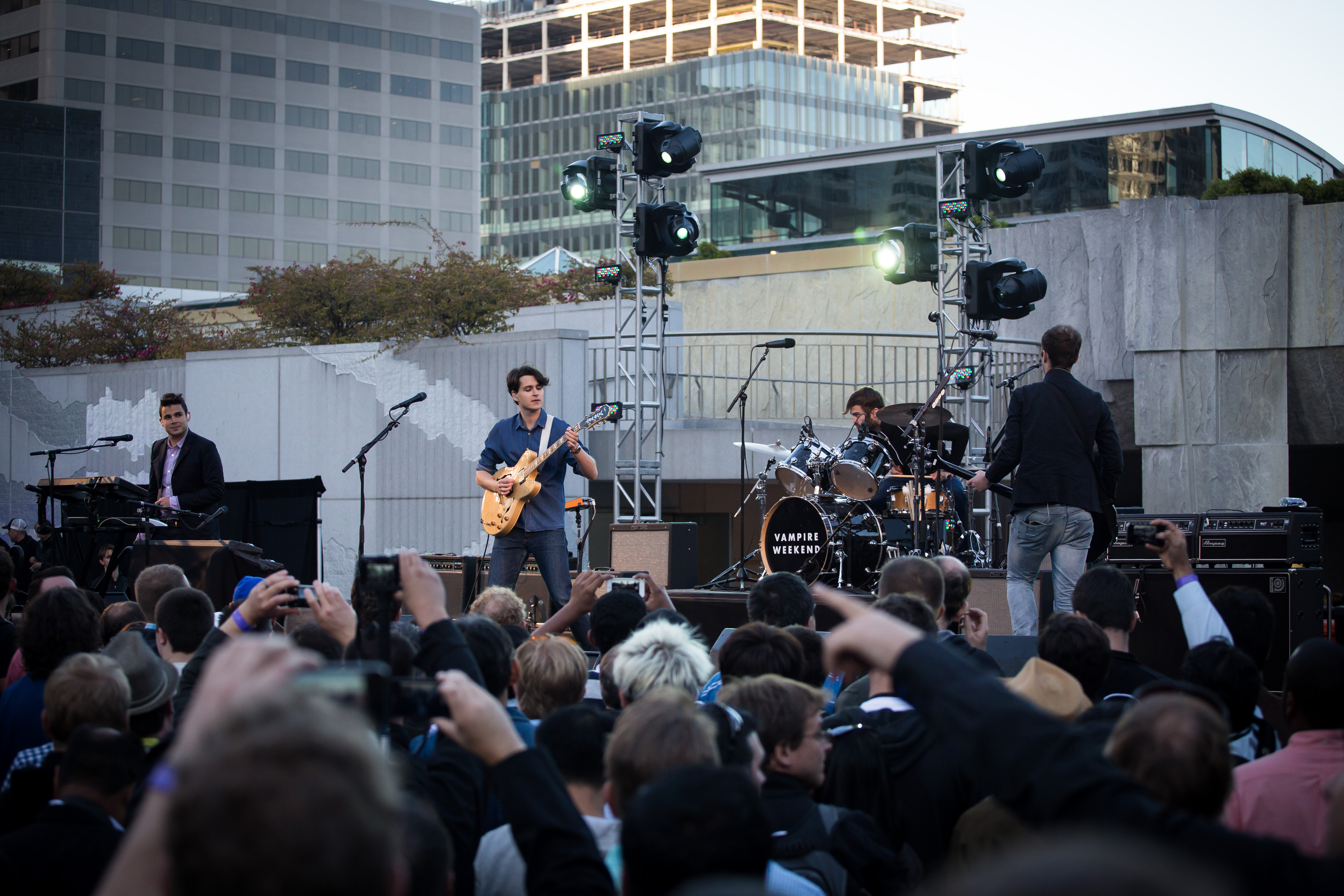
Vampire Weekend en el Distrito Financiero Sur de San Francisco

Vampire Weekend alcanzó la fama mundial al recibir calificaciones altas para Modern Vampires of the City (2013), el cual la revista Rolling Stone colocó como mejor álbum del mismo año.
En la 56.ª entrega de los Premios Grammy, que se celebró el 26 de enero de 2014, Vampire Weekend ganó el Premio Grammy al mejor álbum de música alternativa.

### Marcha de Rostam yFather of the Bride(2016-presente)
En enero de 2016, el grupo anuncia que Rostam Batmanglij prefiere continuar por separado su carrera musical, aunque podría continuar colaborando ocasionalmente con Ezra Koenig. También se anuncia que ya se está trabajando en el cuarto disco, con el título provisional de Mitsubishi Macchiato.
A finales de 2016, comienzan los rumores de que Vampire Weekend podrían firmar por Columbia Records, que quedan confirmados cuando en el sitio web oficial del grupo aparece, en 2018, el copyright de Sony Music.
En una entrevista en septiembre de 2017 con Zane Lowe, Ezra Koenig afirmó que el cuarto disco estaba completado al 80% y que tendrá varias colaboraciones estelares, entre ellas la de Rostam Batmanglij.
Finalmente, el 17 de enero de 2019 llegó el anuncio oficial del disco, titulado Father of the Bride, con 18 nuevas canciones. Los primeros adelantos fueron "Harmony Hall" y "2021" , seguidos de "Sunflower" y "Big Blue"  en marzo de 2019, y de "This Life" y "Unberably White" en abril de ese año.
Father of the Bride se publicó el 3 de mayo de 2019.

## Miembros
Miembros actuales
- Ezra Koenig, voz y guitarra.
- Chris Tomson, batería.
- Chris Baio, bajo.

Antiguos miembros
- Rostam Batmanglij, teclados, guitarra y voz.

## Discografía

### Álbumes de estudio
| 2008                                   | Vampire Weekend - Discográfica: XL Recordings                                                                   | 17 | 4 | 2 | — | 15 | 1 | 44 | 37 | 23 | - UK: Platino - USA: Oro - AUS: Oro        |
| 2010                                   | Contra - Discográfica: XL Recordings                                                                            | 1  | 1 | 1 | 1 | 3  | 1 | 14 | 2  | 4  | - AUS: Oro - CAN: Oro - USA: Oro - UK: Oro |
| 2013                                   | Modern Vampires of the City - Discográfica: XL Recordings                                                       | 1  | 1 | 1 | 2 | 3  | 1 | 2  | 7  | 2  | - CAN: Oro - USA: Oro - UK: Oro            |
| 2019                                   | Father of the Bride - Cuarto disco de estudio - Lanzamiento: 3 de mayo de 2019 - Discográfica: Columbia Records | 1  | 1 | — | 6 | 2  | — | 31 | 8  | 5  | - UK: Plata                                |
| "—" denota que no ingresaron en listas | |    |   |   |   |    |   |    |    |    |                                            |

### EP
- Vampire Weekend EP (2007)
- The Kids Don't Stand A Chance EP (2008)
- The MySpace Transmissions Digital EP (2008)
- Cape Cod Kwassa Kwassa EP (2008)
- This Life/ Unbearably white (2019)

### Sencillos
| 2007                                   | «Mansard Roof»                  | —   | —  | —  | —  | —  | —  | —   | —  | Vampire Weekend             |
| 2008                                   | «A-Punk»                        | 106 | 25 | —  | —  | —  | —  | 55  | 17 | Vampire Weekend             |
| 2008                                   | «Oxford Comma»                  | —   | —  | —  | —  | —  | —  | 38  | —  | Vampire Weekend             |
| 2008                                   | «Cape Cod Kwassa Kwassa»        | —   | —  | —  | —  | —  | —  | 178 | —  | Vampire Weekend             |
| 2008                                   | «The Kids Don't Stand a Chance» | —   | —  | —  | —  | —  | —  | —   | —  | Vampire Weekend             |
| 2009                                   | «Cousins»                       | —   | —  | 25 | 24 | —  | 65 | 39  | 3  | Contra                      |
| 2010                                   | «Horchata»                      | 102 | 26 | —  | —  | 69 | —  | —   | —  | Contra                      |
| 2010                                   | «Giving Up The Gun»             | —   | 34 | —  | 65 | —  | —  | 172 | 8  | Contra                      |
| 2010                                   | «Holiday»                       | 125 | 31 | 34 | 55 | —  | —  | 158 | 12 | Contra                      |
| 2010                                   | «White Sky»                     | —   | —  | —  | 66 | —  | —  | 78  | —  | Contra                      |
| 2013                                   | «Diane Young»                   | 119 | 11 | 17 | —  | —  | 37 | 50  | —  | Modern Vampires of the City |
| "—" denota que no ingresaron en listas |                                 |     |    |    |    |    |    |     |    |                             |

## Vídeos musicales
| Título                   | Año  | Director(es)   |
| ------------------------ | ---- | -------------- |
| "Mansard Roof"           | 2007 | Alexis Boling  |
| "A-Punk"                 | 2008 | Garth Jennings |
| "Oxford Comma"           | 2008 | Richard Ayoade |
| "Cape Cod Kwassa Kwassa" | 2008 | Richard Ayoade |
| "Cousins"                | 2009 | Garth Jennings |
| "Giving Up the Gun"      | 2010 | The Malloys    |
| "Holiday"                | 2010 | The Malloys    |
| "Diane Young"            | 2013 | Daniel Navetta |
| "Step"                   | 2013 | Greg Brunkalla |
| "Ya Hey"                 | 2013 | Greg Brunkalla |